# British Hit Singles & Albums
British Hit Singles & Albums è un prontuario musicale pubblicato nel Regno Unito dalla casa editrice londinese Guinness Publishing (per cui esce il "Guinness World Records", il Libro del Guinness dei Primati Mondiali, intitolato, fino al 2000, proprio "The Guinness Book of Records" e, nella relativa edizione statunitense, "The Guinness Book of World Records"), che elenca tutti i singoli e gli album entrati nella classifica britannica ufficiale, la cosiddetta UK Top 75, sin dalla originaria creazione, nel 1952, della hit parade dei 45 giri più venduti. L'edizione attuale rappresenta una unificazione di quelle che originariamente costituivano due distinte pubblicazioni, entrambe edite dalla Guinness Publishing, rispettivamente intitolate British Hit Singles e British Hit Albums: i due volumi separati sono stati unificati nel 2004.

## Contenuto enciclopedico
British Hit Singles & Albums è generalmente considerato come la fonte più autorevole per la Classifica Britannica dei Singoli, la cosiddetta Official Singles Chart (sin dalla sua prima creazione nel 1952) e la Classifica Britannica degli Album, la cosiddetta Official Albums Chart (creata qualche tempo dopo). La pubblicazione costituisce una vera e propria enciclopedia - organizzata in modo pratico, agile e facilmente fruibile da tutti, esperti e non esperti del settore - in cui si elencano tutti i singoli e gli album che siano mai entrati nelle classifiche britanniche ufficiali, collettivamente note come UK Top 75 Charts (cioè, le Classifiche dei Primi 75).
Il contenuto del volume è rigorosamente organizzato in ordine alfabetico, sia per artista che per titolo di canzone o album, con la relativa data di entrata in classifica, la posizione più alta raggiunta, il numero di catalogo e il numero complessivo di settimane trascorse in classifica dal dato singolo o album (la precisione filologica dell'opera è tale che, per esempio, se un singolo è entrato in classifica e vi è rimasto un dato numero di settimane, per poi uscirne e rientrarvi, vengono citati anche tutti i dati relativi alla cosiddetta re-entry del brano, vale a dire la settimana in cui il dato singolo è rientrato nella hit parade, la posizione più alta raggiunta e le settimane che si riferiscono alla nuova permanenza; e questo vale per ogni singola "ri-entrata", dato che un brano può ri-entrare in classifica più di una sola volta, dopo esserne uscito).

## Fonti ufficiali
Le fonti ufficiali del libro sono la classifica della celebre rivista musicale New Musical Express (anche nota come NME), per il periodo che va dal novembre 1952 al marzo 1960, e quella di un'altra famosa rivista del settore, il Record Retailer (poi ribattezzato Music Week), per il periodo successivo. Molti dei dettagli relativi alle posizioni in classifica dei vari titoli sono accompagnati da brevi note biografiche riguardanti i relativi artisti che li hanno portati al successo. La parte finale contiene invece un indice, che rende la consultazione ancóra più agevole e rigorosa al tempo stesso, preceduto da un'appendice, che presenta invece delle mini-rubriche, dedicate ai vari record (la Numero 1 più lenta, la Numero 1 più veloce, artisti con più Numero 1 e via dicendo).

## Sostenitori e detrattori
L'illustre pubblicazione non è comunque esente da critiche. Secondo molte persone,  questa divisione sarebbe infatti fuorviante, dato che la classifica del Record Retailer non era inizialmente molto conosciuta, finché non fu adottata ufficialmente dalla BBC, nel 1969, e quindi, utilizzando questa classifica come hit parade ufficiale, sin dalla sua prima occorrenza, i curatori avrebbero di fatto "riscritto" la storia della chart britannica. Un esempio che viene spesso fatto riguarda il caso del secondo singolo dei Beatles, "Please Please Me", all'epoca riconosciuta come Numero 1 da qualsiasi altra classifica pubblica disponibile, ma non dal Record Retailer e, di conseguenza, non da British Hit Singles. Altri casi illustri sono rappresentati da "19th Nervous Breakdown" dei Rolling Stones, da "Stranger on the Shore" di Acker Bilk, e dalla canzone che prese parte all'Eurovision Song Contest, "Are You Sure" degli Allisons.
Uno dei fondatori, Jo Rice (tra i curatori moderni del libro: il noto DJ Paul Gambaccini e gli eredi del cofondatore, Tim Rice e Jonathan Rice), ha difeso la scelta delle fonti, effettuata dall'enciclopedia, sulla base del fatto che Record Retailer è stato l'unico a pubblicare, con coerenza e continuità, una classifica completa delle prime 50 posizioni, la cosiddetta Top 50, dal 1960 in poi (a differenza di altre classifiche, che consistevano o in un elenco più breve, come per esempio quella del citato NME, oppure altre ancora, che andavano via via restringendosi, col passare del tempo, come quella di un'altra celebre rivista musicale britannica, il Melody Maker).
Nonostante tutto, Rice sembra avere le sue ragioni, dato che oggi la "sua" classifica è corroborata da molte altre (la maggior parte) che, considerandola l'unica ufficiale, basano le proprie riprendendole direttamente da quella. Il caso più illustre in proposito è forse quello del sito web everyhit.com, contenente l'archivio noto come UK Top 40 Hit Database, che ne riproduce online le prime 40 posizioni e che viene spesso indicato, come unica fonte ufficiale o come fonte più attendibile, per la verifica dei dati relativi ai singoli e agli album, rientrati in quelle posizioni, nelle classifiche britanniche (quelle posizioni cioè che decretano il vero successo di classifica di un titolo musicale in UK, tendendo a considerare anche un Numero 41 come "un mezzo flop" - una consuetudine che deriva probabilmente dal fatto che, fino a un certo periodo, gli artisti e i gruppi che piazzavano un singolo nella UK Top 40 avevano diritto a girare un videoclip gratis per il singolo successivo).

## La storia
La prima edizione del prontuario viene pubblicata, nel luglio 1977, con il titolo di The Guinness Book of British Hit Singles. I curatori originari sono i citati Paul Gambaccini, Tim Rice e Jonathan Rice, insieme a un quarto curatore, Mike Read. Read lascia la redazione del volume verso la metà degli anni ottanta, mentre gli altri tre daranno le dimissioni nel 1996. Come accennato, la struttura attuale del libro nasce nel 2004, tramite l'unificazione con The Guinness Book of British Hit Albums, con cui la pubblicazione relativa ai singoli costituiva già un'unità editoriale ideale.
La diciottesima edizione è uscita nel 2005 come "Special Collector's Edition" («Edizione Speciale per Collezionisti»), contenente informazioni dettagliate sulle 1.000 Numero Uno nella UK Singles Chart, da "Here in My Heart" di Al Martino del 14 novembre 1952 alla ristampa in edizione limitata per collezionisti di One Night/I Got Stung di Elvis Presley, del 22 gennaio 2005.
La diciannovesima edizione è stata invece pubblicata nel 2006, contenente la classifica storica dei primi 100 compositori che hanno avuto più successo nelle classifiche britanniche di tutti i tempi. Tre giorni dopo l'uscita di questo nuovo volume, in associazione con la nota casa discografica Sony BMG, è uscita anche una serie di compilation, con note editoriali basate sul libro.
Il curatore attuale del volume è David Roberts. Con lui collabora Dave McAleer, consulente per la parte specifica relativa ai dati delle classifiche.

## La concorrenza
Per circa un ventennio, la supremazia del prontuario è stata praticamente incontrastata, ma, a partire dai primi anni del Nuovo Millennio, sono comparse sul mercato alcune pubblicazioni rivali, similmente improntate al principio del volume enciclopedico, tra cui The Complete Book of British Charts - Singles and Albums, edita dalla Omnibus Press, che ne appoggia la scelta recente nella presentazione parallela delle due classifiche dei 45 giri e dei 33 giri, e The Complete UK Hit Singles e The Complete UK Hit Albums, pubblicate dalla Harper Collins, che ne riprende invece l'originaria distinzione in due tomi separati, uno per i singoli e l'altro per gli album.